# San Antonio de Chuca (distrito)
O Distrito peruano de San Antonio de Chuca é um dos vinte distritos que formam a Província de Caylloma, situada no Departamento de Arequipa, pertencente a Região Arequipa, Peru.

## Transporte
O distrito de San Antonio de Chuca é servido pela seguinte rodovia:
- PE-34A, que liga o distrito de La Joya (Região de Arequipa) à cidade de Juliaca (Região de Puno)
- PE-34J, que liga o distrito à cidade de Pallpata (Região de Cusco)
- PE-34E, que liga o distrito de Yura (Região de Arequipa) à cidade de Yauri (Região de Cusco)
- AR-113, que liga o distrito de Yanque à cidade
- AR-109, que liga o distrito à cidade de Majes [1][2][3]